# TOYOTA DRIVING TALK
TOYOTA DRIVING TALK（トヨタ ドライビング トーク）は、ニッポン放送で2002年9月30日から2009年3月まで、月曜から金曜の昼間に5分間放送していたラジオ番組。トヨタ自動車の一社提供で、番組開始から2007年3月30日までは全国ネットで放送し、2007年4月2日からはニッポン放送のみで放送していた。

## ドライバー
キー局であるニッポン放送の男性アナウンサーが担当した。
- 初代 - 上柳昌彦
- 2代目 - 垣花正

## 概要
2007年10月1日からは同局の垣花正が、1週間出演する番組ゲストと一緒にドライブしている設定でトークを展開する。ニッポン放送では、『垣花正のあなたとハッピー!』に内包して放送していた。番組開始から2007年9月28日までは前番組『うえやなぎまさひこのサプライズ!』に内包され、同局の上柳昌彦が担当していた。上柳時代の第1週目ゲストはお笑いタレントの萩本欽一、最終週のゲストはニッポン放送平日朝帯ワイド番組に長年出演しているジャーナリストの須田慎一郎であった。垣花版第1週目ゲストはシンガーソングライター・歌手の永山尚太だった。
トヨタ自動車の業績悪化にともなう広告費削減などの理由により、2009年3月で終了し、6年半の放送に幕を閉じた。

## ネット局
- ニッポン放送 10:33 - 10:38（『うえやなぎまさひこのサプライズ!』→『垣花正のあなたとハッピー!』内）
- 青森放送 10:25 - 10:30（『今日も!あさぷり』内）
- 秋田放送 11:30 - 11:35
- IBC岩手放送 9:55 - 10:00（『朝からRADIO』内）
- 山形放送 11:45 - 11:50
- ラジオ福島 9:30 - 9:35（『ほっとタイム』内）
- 茨城放送 9:03 - 9:08（『たかとりじゅんのビタミンJ!』内）
- 栃木放送 11:05 - 11:10（『今日もごきげん!こんにちワイド』内）
- 新潟放送 15:50 - 15:55
- 信越放送 10:20 - 10:25
- 山梨放送 10:25 - 10:30
- 静岡放送 11:10 - 11:15（『ほのぼのワイド 中村こずえのsmile for You』(月 - 木)・『ラジオWEST〜寺田繭子のわくわく金曜日』(金)内）
- 北日本放送 11:15 - 11:20
- 北陸放送 9:55 - 10:00（『今日も“シャキ”っと』内）
- 福井放送 10:55 - 11:00（『げんき一番』内）
- 岐阜放送 11:40 - 11:45（『ビビっとワイド今小町』内）
- KBS京都 10時台（『ただ今勤務中!森谷威夫のお世話になります!』内）
- ラジオ関西 10:32 - 10:37（『HARBOR CAFE』(月 - 木)・『ばんばひろふみ!ラジオ・DE・しょー!』(金)内）
- 和歌山放送 11:50 - 11:55
- 山陽放送 10:40 - 10:45
- 山陰放送 12:40 - 12:45
- 山口放送 9:55 - 10:00
- 四国放送 11:35 - 11:40
- 西日本放送 9:30 - 9:35
- 南海放送 9:35 - 9:45（『JOAF!らくさぶろうのモーニングおん!』(月 - 木)・『真さんのいよ!AM-igo』(金)内）
- 高知放送 10:40 - 10:45
- 九州朝日放送 10:48 - 10:53（『ブギウギラジオ』内）
- 長崎放送・NBCラジオ佐賀 9:45 - 9:50
- 大分放送 9:01 - 9:06（『おはようラジオ』内）
- 熊本放送 8:55 - 8:59
- 宮崎放送 10:15 - 10:20
- 南日本放送 11:55 - 12:00（『たんぽぽ倶楽部』内）
- ラジオ沖縄 9:15 - 9:20（『まことにいい朝!』内）